# Leucania eyre
Leucania eyre là một loài bướm đêm trong họ Noctuidae.